# Крістіан Феррейра
Крістіан Феррейра (ісп. Cristian Ferreira, нар. 12 вересня 1999, Кордова) — аргентинський футболіст, півзахисник клубу «Рівер Плейт».

## Ігрова кар'єра
Народився 12 вересня 1999 року в місті Кордова. Крістіан почав грати у футбол у складі академії місцевого клубу «Атлетіко Лас-Пальмас». У dsws дев'яти років став гравцем футбольної академії клубу «Рівер Плейт».
В основному складі «Рівер Плейт» дебютував 29 жовтня 2017 року в матчі аргентинської Прімери, вийшовши на заміну Есекіелю Паласіосу у матчі проти клубу «Тальєреса». 27 жовтня 2018 року забив свій перший гол за клуб в матчі Прімери проти «Альдосіві». 6 березня 2019 року дебютував у Кубку Лібертадорес, забивши гол у ворота «Альянса Ліма».

## Кар'єра в збірній
У травні 2019 року був викликаний до складу молодіжної збірної Аргентини до 20 років на чемпіонат світу з футболу серед команд до 20 років.

## Статистика виступів

### Статистика клубних виступів
| Сезон             | Команда           | Чемпіонат         | Чемпіонат | Чемпіонат | Національний кубок | Національний кубок | Національний кубок | Континентальні кубки | Континентальні кубки | Континентальні кубки | Інші змагання | Інші змагання | Інші змагання | Усього | Усього | Усього |
| Сезон             | Команда           | Ліга              | Ігор      | Голів     | Ліга               | Ігор               | Голів              | Ліга                 | Ігор                 | Голів                | Ліга          | Ігор          | Голів         | Ігор   | Голів  |        |
| ----------------- | ----------------- | ----------------- | --------- | --------- | ------------------ | ------------------ | ------------------ | -------------------- | -------------------- | -------------------- | ------------- | ------------- | ------------- | ------ | ------ | ------ |
| 2017–18           | «Рівер Плейт»     | ПД                | 2         | 0         | КА                 | 0                  | 0                  | КЛ                   | 0                    | 0                    |               | -             | -             | 2      | 0      |        |
| 2018–19           | «Рівер Плейт»     | ПД                | 4         | 0         | КА                 | 3                  | 0                  | КЛ                   | 0                    | 0                    |               | -             | -             | 7      | 0      |        |
| Усього за кар'єру | Усього за кар'єру | Усього за кар'єру | 6         | 0         |                    | 3                  | 0                  |                      | 0                    | 0                    |               | -             | -             | 9      | 0      |        |

## Титули і досягнення
- Володар Суперкубка Аргентини (1):

«Рівер Плейт»: 2018
- Володар Кубка Лібертадорес (1):

«Рівер Плейт»: 2018
- Переможець Рекопи Південної Америки (1):

«Рівер Плейт»: 2019
- Володар Кубка Аргентини (1):

«Рівер Плейт»: 2019